# Landthurm (Iphofen)
Landthurm (früher auch Zollhaus genannt; mainfränkisch: Landurm und da Lindwurm) ist ein Gemeindeteil der Stadt Iphofen im unterfränkischen Landkreis Kitzingen. Landthurm liegt in der Gemarkung Iphofen.

## Geografische Lage
Der Weiler ist mittlerweile die Ortsstraße „Am Landturm“. Diese geht unmittelbar östlich in die Markt Einersheimer Ortsstraße „Bahnhofstraße“ über bzw. mündet unmittelbar nördlich in die Bundesstraße 8.

## Geschichte
Der Ortsname verweist auf die wehrtechnische Bedeutung des Turms. Während des Mittelalters existierten in ganz Franken viele dieser Wehr-Maut-Türme an den Ausfallstraßen wichtiger Handelsplätze. Der Landturm in Richtung Markt Einersheim war nur einer von drei auf Iphöfer Gebiet. Der Turm nahe Mainbernheim wurde ebenso wie der Rödelseer Turm 1818 abgerissen. Das Grundwort -turm verweist auf das mittelhochdeutsche Wort „turn“, was Turm bedeutet.
Erstmals erwähnt wurde der Turm im Jahr 1596. Damals wandte sich die Stadt Iphofen an Markt Einersheim, weil eine Neuversteinung der Grundstücksflächen anstand. Die Grenz markierte bereits zu diesem Zeitpunkt der „Landtwherthurn“. Im Jahr 1608 wurden die Markungsgrenzen neuerlich festgelegt. Ein Stein lag bei dem „Enerßhaimer Lant Thurn“. 1706 kam es zum Streit zwischen den beiden Gemeinden, weil das Hochstift Würzburg, Stadtherr von Iphofen, eine Zolltafel „bey dem Landthurn diß seits des Landgrabens“ aufgestellt hatte.
Noch im 18. Jahrhundert war der Name des Turms großen Veränderungen unterworfen. So redete man um 1723 vom „Wachtthuren“, 1738 tauchte der „Ennersheimer Landthurn“ in den Quellen auf. Für 1781 ist ein Acker „beym MEnnersheimer Landthurn“ bezeugt. 1805 nannte man die Landmarke dann auch Zollhaus, zwischen 1808 und 1819 hieß die Anlage „Chausseehaus, der Landthurn genannt“. 1814 zog das Zollamt Markt Einersheim in die Räumlichkeiten ein. Wahrscheinlich war der namensgebende Turm zu diesem Zeitpunkt bereits abgebrochen.
Mit dem Gemeindeedikt (frühes 19. Jahrhundert) wurde Landthurm dem Steuerdistrikt Iphofen und der Munizipalgemeinde Iphofen zugeordnet.

### Einwohnerentwicklung
| Jahr      | 001836 | 001840 | 001861 | 001871 | 001885 | 001900 | 001925 | 001950 | 001961 | 001970 | 001987 |
| Einwohner | 6      | 8      | *      | 10     | 4      | 7      | 3      | 13     | 22     | 22     | 11     |
| Häuser    | 1      | 1      |        |        | 1      | 1      | 1      | 1      | 4      |        | 3      |
| Quelle    | [ 10 ] | [ 11 ] | [ 12 ] | [ 13 ] | [ 14 ] | [ 15 ] | [ 16 ] | [ 17 ] | [ 18 ] | [ 19 ] | [ 1 ]  |

## Religion
Landthurm ist römisch-katholisch geprägt und bis heute nach St. Vitus (Iphofen) gepfarrt.